# إيدي سيمز
إيدي سيمز (بالإنجليزية: Eddy Sims)‏ هو لاعب دارت أسترالي، ولد في 2 ديسمبر 1971 في غيلونغ في أستراليا.

## وصلات خارجية
- إيدي سيمز على موقع DartsDatabase.co.uk (الإنجليزية)